# 神经典型
神经典型（Neurotypical；英文：neurologically typical；縮寫：NT），最初是自闭症社群生造用于指明那些不在自闭症谱系上的人。其后发展为泛指无神经学特异表现的人：换言之，即没有精神障碍或心理问题的人。
这个词已经被「allistic」和「nypical」替代，原本拥有相同涵义。 这个概念后来被神經多样化（Neurodiversity）和科学团体采用。
英國自闭症協會（National Autistic Society）建議，雖然可以使用 neuroptypical 一詞，但也指出該詞主要係由自閉症者使用，因此可能不適用於大眾媒體等處。